# Гаагская конференция (1922)
Гаагская конференция — международная финансово-экономическая конференция в Гааге (Нидерланды), состоявшаяся 15 июня — 19 июля 1922 года, по решению Генуэзской конференции 1922 года.
В работе Гаагской конференции участвовали представители государств — участников Генуэзской конференции, кроме Германской республики. Советскую делегацию возглавлял М. М. Литвинов. В отличие от Генуэзской конференции, основными делегатами капиталистических государств на Гаагской конференции были главным образом представители деловых кругов (например, от Великобритании — министр по делам внешней торговли  сэр Филип Ллойд-Грим и бывший директор правления Русско-Азиатского банка, бывший владелец Кыштымских и Ленских рудников Л. Уркварт; от Франции — директор Бюро защиты частной собственности французских граждан в России Альфан).
Гаагская  финансово-экономическая конференция должна была обсудить претензии капиталистических государств к Советскому государству, связанные с национализацией собственности иностранных капиталистов и аннулированием долгов царского и Временного правительств, и вопрос о кредитах Советской России. Представители капиталистических государств, отвергнув все предложения советской делегации, направленные к международному сотрудничеству, отказались обсудить на Гаагской конференции вопрос о кредитах; они настаивали на возвращении национализированного имущества его бывшим владельцам. Эти требования советская делегация решительно отклонила. Гаагская конференция не приняла по существу никаких решений.